# 宇和海號列車

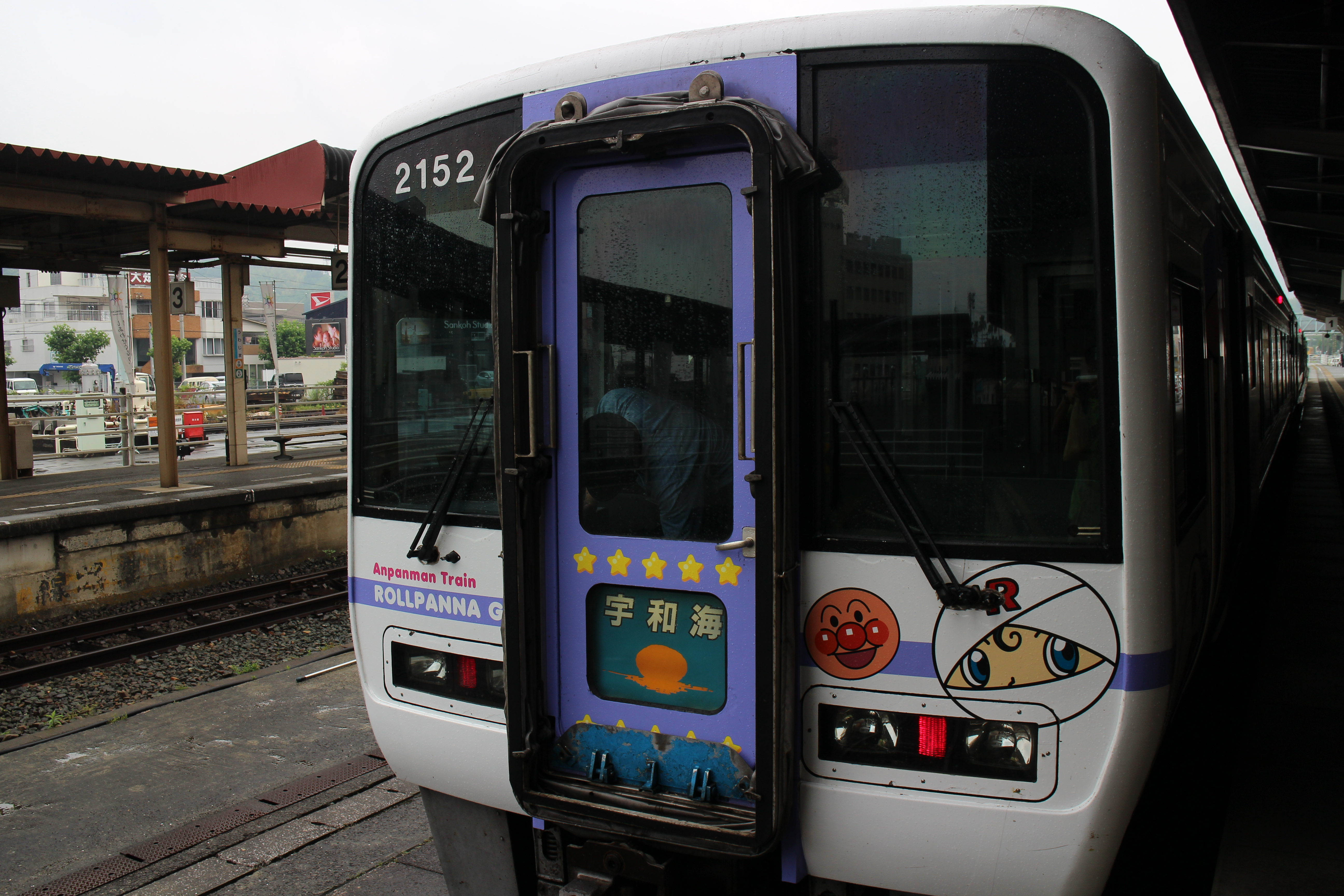
掛上「宇和海」車徽的2000系「麵包超人」主題列車。

宇和海號列車（日语：／ Uwakai */?）是四國旅客鐵道（JR四國）運行的特急列車，行駛於松山站和宇和島站之間，經由予讚線和內子線。列車名稱取自於豐後水道愛媛縣一側的別名「宇和海」，車徽則為淺藍底色的宇和海日落景色。
現時宇和海與JR四國另一列特急列車「渦潮」，均為現時日本鐵路班次最多的氣動特急列車，每日共開出16.5來回、33個班次。
宇和海號列車於1990年開始運行。

## 概要
1990年，來往松山～宇和島之間的夏季臨時列車投入服務，定名為「宇和海」。同年11月，部份特急「潮風」與原來的急行列車「宇和島」統合，改成特急定期列車。1993年3月時間表改正時，對應「潮風」及「石鎚」改用8000系電車，宇和海號大幅增加了班次，作為與「潮風」及「石鎚」的接駁功能。

## 運行概況
2021年3月13日起，每天由松山站及字和島各開出16班，平均每小時對開1班列車。過往有少量班次可以由宇和島直通至岡山站，但由於電聯車並不能駛進伊予市站以南的區域，固此只係採用氣動車行駛，直至2016時間表改正時，松山～宇和島路段正式獨立於「潮風」及「石鎚」系統外，有如「足摺」及「室戶」一樣。當中，大部份班次於松山站內均安排停靠在與「潮風」、「石鎚」相同的月台，以方便乘客轉換。

### 停車站
宇和海號列車的停車模式相對較為簡單，除伊予中山站為部份停車外，其餘為全停車。
松山站 - 伊予市站 - ※（伊予中山站） - 內子站 - 伊予大洲站 - 八幡濱站 - 卯之町站 - 伊予吉田站 - 宇和島站
- 伊予中山站只限下列班次停靠：下行23、25、27、31號、上行2、4、6號。
- 當松山中央公園棒球場（日语：松山中央公園野球場）及愛媛縣武道館（日语：愛媛県武道館）舉行比賽或表演時，部份班次亦會加停市坪站。
- 每年4月29日舉行「宇和蓮花祭」時，部份班次加停伊予石城站。

### 使用車輛及編成

#### 固定用車
- 2000系、N2000系[1]

自開線起均一直採用至今（包括已被廢車的TSE試作車），全隸屬於松山運轉所下，平日多以2輛或3輛編成的方式運作，早上繁忙時間為方便通勤及通學乘客，相關列車（3號、4唬）會使用較長編成的列車行走。

#### 過往用車
- KiHa181系
- KiHa185系

以上兩款車款現時均主要用作予讚線舊線及新線的普通列車，以及予土線的普通列車及併結於觀光列車上。

### 臨時列車
每年7月24日是宇和島市舉行和靈大祭的最後一天，當晚會舉行「宇和島牛鬼祭」，JR四國會加開一班臨時特急列車「牛鬼號」，於最後一班「宇和海」發車後行駛，停車站與「宇和海」相同。

## 外部連結
- 車両情報＜2000系特急気動車＞（页面存档备份，存于） - 四国旅客鉄道
- アンパンマン列車（页面存档备份，存于） - 四国旅客鉄道 四国旅行 JR四国ツアー（駅コミ）